# トリプトファンtRNAリガーゼ
トリプトファンtRNAリガーゼ(Tryptophan—tRNA ligase、EC 6.1.1.2)は、以下の化学反応を触媒する酵素である。
ATP + L-トリプトファン + RNA{\displaystyle \rightleftharpoons }AMP + 二リン酸 + L-トリプトフィルtRNATrp
従って、この酵素は、ATPとL-トリプトファンとRNAの3つの基質、AMPと二リン酸とL-トリプトフィルtRNATrpの3つの生成物を持つ。
この酵素はリガーゼに分類され、特にアミノアシルtRNAと関連化合物に炭素-酸素結合を形成する。系統名はL-トリプトファン:tRNATyrリガーゼ(AMP生成)(L-tryptophan:tRNATrp ligase (AMP-forming))である。この酵素は、トリプトファンの代謝及びアミノアシルtRNAの生合成に関与している。

## 構造
2007年末時点で、21個の構造が解かれている。蛋白質構造データバンクのコードは、1D2R、1I6K、1I6L、1I6M、1M83、1MAU、1MAW、1MB2、1O5T、1R6T、1R6U、1ULH、1YIA、1YID、2A4M、2AKE、2AZX、2DR2、2G36、2IP1、2OV4である。